# Georg Hieronimus Bestelmeier

Bestelmeier-Porträt, 1797

Georg Hieronimus Bestelmeier (* 29. September 1764 in Nürnberg; † 2. Februar 1829 ebenda) war ein deutscher Versand- und Großhändler. Er war einer der ersten Nürnberger Großhändler, der sich besonders durch die Publikationen von Versandkatalogen nachhaltig einen Namen gemacht hat. Mit dem 1803 erschienenen Gesamtkatalog begründete Bestelmeier eine neue Ära in der Spielzeuggeschichte. Der Katalog gilt damit gleichzeitig als Vorläufer der heutigen Versandkataloge.

## Leben
Georg Hieronimus Bestelmeier war der Sohn des Rotbierbrauers Johann Michael Bestelmeier (1734–1797) und der Anna  Barbara Margaretha Gefröher (1742–1809), Tochter eines Weißbierbrauers.
Er wuchs in wirtschaftlich gesicherten Verhältnissen auf und absolvierte eine kaufmännische Ausbildung.
Bereits als junger Kaufmann erkannte Bestelmeier, dass sich mit dem Verkauf von Galanterie- und Spielwaren gutes Geld verdienen ließ.
1793 heiratete er Catharina Christina Lotzbeck (1772–1836), Tochter eines Marktadjunkten. Aus dieser Ehe stammen fünf Kinder, zwei Söhne und drei Töchter. Im selben Jahr kaufte er ein Eckhaus am Nürnberger Obstmarkt, das er als Wohn- und Geschäftshaus nutzte. Hier richtete er sein erstes Geschäft den viel bekannten Bestelmeierischen Laden ein.
Um sein Warenangebot einer möglichst großen Käuferschar anzubieten, gab er 1793 seinen ersten (und damit wohl auch weltweit ersten) Versandkatalog unter dem Titel Pädagogisches Magazin zur lehrreichen und angenehmen Unterhaltung für die Jugend heraus.
Durch sein immer größer werdendes Angebot brachte Bestelmeier bis zum Jahr 1805 insgesamt neun derartige Kataloge heraus.
Am 19. April 1803 erhielt Bestelmeier vom Rat der damaligen Reichsstadt Nürnberg die Erlaubnis, ein Möbelmagazin einzurichten. Dies führte zu einem jahrelangen Streit mit den ortsansässigen Schreinern, die sich erbittert dagegen wehrten, dass Bestelmeier auswärts hergestellte Möbel hier in der Stadt vertrieb. Zusätzlich erhielt Bestelmeier 1823 die Konzession für die Fabrikation von Tapeten.
Drei Jahre vor seinem Tod, 1826, übergab Georg Hieronimus Bestelmeier das Unternehmen an seinen Sohn Johann.
Auch wenn Bestelmeier als einer der ersten Großhändler in Deutschland gilt, so gab bereits vor ihm der Berliner Spielwarenhändler Peter Friedrich Catel (1747–1791) 1790 einen illustrierten Versandkatalog heraus.
Um das Jahr 1800 war Bestelmeier weltweit der einzige Spielwarenhändler, der seinen Versandhandel mit illustrierten Katalogen betrieb.
Etwa ein Viertel des gesamten Angebotes bestand aus Zauberartikeln.
Unter den insgesamt 1350 verschiedenen Angeboten findet man unter der Nr. 739 die bislang erste und damit älteste Quelle zu einem serienmäßig hergestellten Zauberkasten.

## Die Kataloge
- 1793 kam das erste Katalogheft heraus. Er beschrieb neben einem Sortiment von Spielzeuggeräten architektonische Modelle und vor allem eine Fülle von physikalischen Spielereien. Die Artikel waren von Nr. 1 bis Nr. 97 detaillierte abgebildet.
- 1794 erschien die erste erweiterte Auflage mit insgesamt 300 Titeln, Nr. 98–300.
- 1795 kam die dritte Ausgabe mit den Nr. 301–459 heraus.
- 1796 erschien das vierte Katalogheft mit den Nr. 460–554.
- 1797 publizierte Bestelmeier die fünfte erweiterte Auflage mit den Nr. 555–668.
- 1799 wurde die sechste Ausgabe mit den Nr. 669–800 verlegt.
- 1801 verlegte Bestelmeier die siebte Ausgabe mit den Nr. 801–1006.
- 1803 vereinte Bestelmeier mit der achten Ausgabe alle bisherigen Kataloge zu einem einzigen ersten Gesamtkatalog und führte darin die Nr. 1007–1111 auf.
- 1805 erschien ein weiteres Katalogheft mit den Nr. 1112–1214.
- 1807 brachte er die zweite Gesamtausgabe mit allen bis dahin erschienen neun Heften heraus.
- 1812 verlegte Bestelmeier die dritte Gesamtausgabe.
- 1823 kam die vierte Gesamtausgabe mit inzwischen 1350 Objekten heraus.